# Togo na Letnich Igrzyskach Olimpijskich Młodzieży 2010
Togo na Letnich Igrzyskach Olimpijskich Młodzieży 2010 w Singapurze reprezentowało 4 sportowców w 4 dyscyplinach.

## Skład kadry

### Judo
- Djamila Tchaniley-Larounga

### Lekkoatletyka
- Pouwedeou Adjodi − bieg na 1000 m − 15 miejsce w finale

### Pływanie
- Yao Messa Roger Amegbeto
  - 50 m st. dowolnym − 48 miejsce w kwalifikacjach
  - 50 m st. klasycznym − DSQ

### Taekwondo
- Michele Dorkenoo